# Фарзалиев, Мешади Мамед
Мешади Мамед Фарзалиев (азерб. Məşədi Məmməd Fərzəliyev; 1872, Шуша, Кавказское наместничество — 1962, Стамбул) — азербайджанский певец-ханенде. Исполнитель мугамов начала XX века.

## Биография
Мешади Мамед Фарзалиев родился в 1872 году в городе Шуша. Получил образование в школе Харрата Кули.
С 1912 по 1915 год 40 мугамов, теснифов и народных песен в исполнении Фарзалиева были записаны на грампластинки кампаниями «Спорт-рекорд» (Варшава) и «Экстрафон» (Киев). Давал концерты в Закавказье, Средней Азии, странах Европы и в Турции. Занимался концертной деятельностью, выступал на «Восточных концертах», в театральных спектаклях.
Мешади Мамед Фарзалиев отличался сильным голосом широкого диапазона и высоким мастерством исполнения. Он с большим мастерством исполнял такие зерби-мугамы, как «Шуштэр», «Чахаргях», «Кюрд-Шахназ», особенно «Эйраты», «Мансуриййе», «Карабахская шикесте» и другие. В истории азербайджанского искусства ханенде Мешади Мамед Фарзалиев известен виртуозным исполнением мугама «Шуштэр».
В 1923 году получил приглашение преподавать мугам в новооткрытой городской музыкальной школе Гянджи, где сыграл большую роль в подготовке молодых ханенде. 
С 1926 года в сопровождении трио исполнителей мугама неоднократно выступал во многих городах России, Польши, Германии, Франции, Бельгии, Англии, Румынии, Турции и Ирана. 
В 1929 году переехал в Турцию, где прожил до конца жизни. Скончался в 1962 году в Стамбуле.